# 농촌돕기운동회
농촌돕기운동회는 국내 농산물 판매촉진과 다양한 비영리사업을 통하여 농촌돕기운동 추진 목적으로 1996년 6월 28일 설립된 대한민국 농림축산식품부 소관의 사단법인이다. 사무실은 서울특별시 송파구 문정동 39-1에 있다.